# Peter Ritter (Komponist)
Johann Peter Ritter (* 2. Juli 1763 in Mannheim; † 1. August 1846 ebenda) war ein deutscher Komponist, Cellist und Kapellmeister.
Der Sohn des Oboisten Georg Wilhelm Ritter und Neffe des Fagottisten Georg Wenzel Ritter war gleich Meyerbeer und Weber ein Schüler von Abbé Vogler. Er spielte seit 1786 Cello im Orchester des Mannheimer National-Theaters und wurde 1801 einer von dessen Konzertmeistern. Von 1803 bis 1823 wirkte er als dessen Kapellmeister. Sein Nachfolger wurde der Salieri-Schüler Michael Frey.
Neben mehr als 20 Bühnenwerken, darunter mit Die lustigen Weiber eine der frühesten bekannten Opern nach Shakespeare, komponierte Ritter auch Kirchenmusik sowie verschiedene Instrumentalwerke. Sein Bruder Heinrich Ludwig Ritter wurde als Geiger bekannt, sein Sohn Karl August als Sänger.

## Werke
- Der Eremit auf Formentera (Libretto: August von Kotzebue), komische Oper, 1788
- Der Sklavenhändler (Libretto: Christian Friedrich Schwan), Singspiel, 1790
- Die Weihe (Libretto: Georg Christian Römer), musikalisches Schauspiel, 1792
- Die lustigen Weiber (Libretto: Georg Christian Römer nach Shakespeare), Singspiel, 1794
- Dilara oder Die schwarze Zauberinsel (Libretto: Wolfgang Heribert von Dalberg nach Carlo Gozzi), Singspiel, 1798
- Das Fest in Apollons Haine (Libretto: Georg Christian Römer), Festspiel zu Ehren des schwedischen Königspaares, 1803
- Das neue Jahr (Neujahr) in Famagusta (nach Clemens Brentano, Die lustigen Musikanten), Singspiel, 1804
- Das Fest am Rheine (Libretto: Siegfried August Mahlmann), 1806
- Salomon's Urtheil (Libretto: Georg Christian Römer), Oper, 1808
- Das Fest im Olymp, musikalischer Prolog zum Namenstag der Großherzogin Stephanie von Baden, 1808
- Der Zitherschläger (Libretto: Heinrich Seidel), Singspiel, 1810
- Das Tal von Barzelonetta oder Die beiden Eremiten, Singspiel, 1811
- Feodore (Libretto: August von Kotzebue), Singspiel, 1811
- Alexander in Indien (Die Macedonier am Indus) (Libretto: Georg Christian Römer nach Pietro Metastasio), Oper, 1811
- Die Jubelfeier (Libretto: Karl Ludwig Kaibel), musikalisches Drama, 1816
- Leonore oder Das Geistergericht (nach Gottfried August Bürger), Ballade, 1815
- Der Schutzgeist (Libretto: August von Kotzebue), dramatische Legende, 1816
- Alfred (Libretto: August von Kotzebue), Oper, 1820
- Der Mandarin oder Die gefoppten Chinesen (Libretto von Heinrich Ritter), komisches Singspiel, 1821
- Hoang-Puff oder Das dreifache Horoskop (Libretto: Hermann Herzenskron), Singspiel, 1822
- Bianca (Libretto: Albert Ludwig Grimm), Oper, 1825
- Der Talisman, Singspiel, 1825
- Das Grubenlicht (Libretto: Louise Beck), romantische Oper, 1833